# Cephalophus silvicultor
Céphalophe à dos jaune, Céphalophe géant
Espèce
Statut de conservation UICN

 NT  : Quasi menacé
Statut CITES
Le Céphalophe à dos jaune (Cephalophus silvicultor) est une espèce de mammifère appartenant à la famille des Bovidae.

## Répartition et habitat

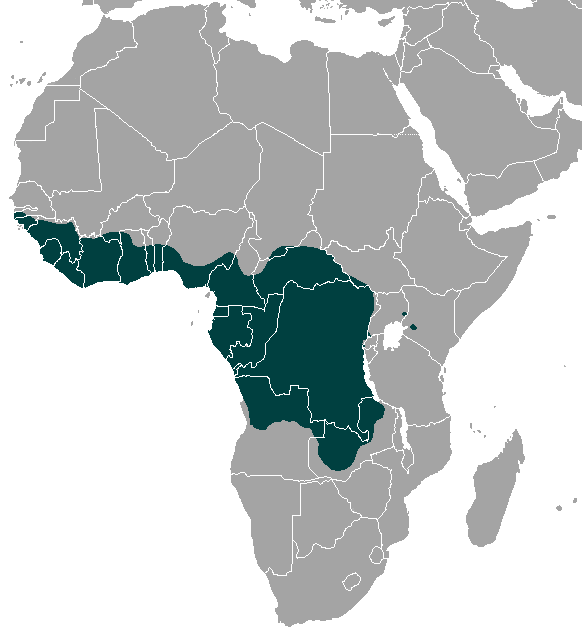
Carte de répartition du Céphalophe à dos jaune.

Il est présent en Afrique. Il vit dans la forêt tropicale humide de plaine et de montagne.

## Systématique
Le nom valide complet (avec auteur) de ce taxon est Cephalophus silvicultor (Afzelius, 1815).
L'espèce a été initialement classée dans le genre Antilope sous le protonyme Antilope silvicultrix (Afzelius, 1815).
Ce taxon porte en français les noms vernaculaires ou normalisés suivants : Céphalophe géant,,, Céphalophe à dos jaune,,.
Cephalophus silvicultor a pour synonyme :
- Antilope silvicultrix (Afzelius, 1815)

### Liste des sous-espèces
Selon GBIF (7 septembre 2024) :
- Cephalophus silvicultor subsp. curticeps Grubb & Groves, 2002
- Cephalophus silvicultor subsp. longiceps Gray, 1865
- Cephalophus silvicultor subsp. ruficrista Bocage, 1869
- Cephalophus silvicultor subsp. silvicultor